# Посёлок Чайковского
Посёлок Чайковского — населённый пункт в Клинском районе Московской области России. Относится к городскому поселению Клин. Население — 2025 чел. (2010).

## История
Был построен в 1965 году для наибольшего удобства и предоставления жилья работникам совхоза Клинский. Расположен около реки Сестра. В 2001—2006 годах — центр Давыдковского сельского округа.

## Население
| 2002 | 2006  | 2010  |
| ---- | ----- | ----- |
| 2248 | ↘2243 | ↘2025 |

## Достопримечательности
Усадьба «Фроловское»
 Основана в 1625 г. П.И.Чайковский снимал дачу в усадьбе «Фроловское» с апреля 1888 г. по май 1891 г. Он называл ее «раем небесным» и мечтал быть там похороненным. В усадьбе «Фроловское» Чайковский написал Пятую симфонию, балет «Спящая красавица», увертюру-фантазию «Гамлет», секстет «Воспоминание о Флоренции», 6 романсов (ор. 65), инструментовал оперу «Пиковая дама».
Сохранился заросший пейзажный парк с прудом и мостиком. Деревянный главный дом середины XIX в. сгорел в 1941 г., фундамент  главного усадебного дома огорожен декоративной решеткой. В 1888–1891 гг. здесь жил П.И. Чайковский, в 1965 г. ему поставлена Памятная стела на месте усадьбы во Фроловском. Территория усадьбы является филиалом Дома-музея П.И. Чайковского в Клину.
Земельный участок 10,13 га является собственностью Московской области и находится в оперативном управлении Государственного музея-заповедника П.И.Чайковского.

## Культура
В посёлке находится Дворец Культуры.

## Образование
В посёлке располагается одна средняя общеобразовательная школа и одно отделение дошкольного образования:
МОУ Средняя общеобразовательная школа пос.Чайковского
МБДОУ Детский сад-Ягодка